# Sarasaeschna martini
Sarasaeschna martini là loài chuồn chuồn trong họ Aeshnidae. Loài này được Laidlaw mô tả khoa học đầu tiên năm 1921.